# Arquidiocese de Auch
A Arquidiocese de Auch-Condom-Lectoure-Lombez (em latim: Archidioecesis Auxitana-Condomiensis-Lectoriensis-Lomberiensis; em francês: Archidiocèse d'Auch-Condom-Lectoure-Lombez), mais comumente conhecida como Arquidiocese de Auch, é um território eclesiástico da Igreja Latina ou arquidiocese da Igreja Católica na França. A arquidiocese agora compreende o departamento de Gers, no sudoeste da França. A arquidiocese é sufragânea da Arquidiocese de Toulouse, e o atual bispo é Bertrand Lacombe, nomeado em 2020. Ele é o 119º bispo de Auch.

## História
Originalmente erigida no século V como diocese de Auch, o primeiro bispo de Auch conhecido pela história é o poeta Orientius (primeira metade do século V), em homenagem a quem uma famosa abadia foi fundada no século VII. Uma lenda local do século XIII atribui ao rei Clóvis (c. 466–511) a promoção de Auch ao status de arcebispado, e também seu status como primaz da "Gasconha".
Até 1789, os arcebispos de Auch tinham o título de Aquitânia, embora por séculos não houvesse Aquitânia. O arcebispo desfrutava da primazia da Novempopulania e de ambas as Navarras, embora Navarra tenha se tornado parte da França quando Henrique IV ascendeu ao trono (1589).
Uma tradição local que remonta ao início do século XII nos conta que Taurinus, quinto bispo de Eauze (Elusa), abandonou sua cidade episcopal, que foi destruída pelos vândalos, e transferiu sua sé para Auch. Eauze, de fato, provavelmente permaneceu uma sé metropolitana até meados do século IX, época em que, devido às invasões dos vikings, foi reunida à Diocese de Auch, que existia desde o século V e então se tornou uma arquidiocese. O primeiro bispo de Auch a receber o título de arcebispo nas evidências sobreviventes é o arcebispo Airardus em 879. Ele foi o destinatário, junto com seus três bispos sufragâneos Involatus de Comminges, Wainard de Couserans e Garston de Tarbes (Bigorre), de uma carta do Papa João VIII, na qual o Papa reclamava que seus paroquianos eram um povo carregado de iniquidade; que eles estavam se casando sem respeitar as regras da igreja ou a decência pública (incluindo o incesto); que as pessoas estavam se apropriando dos bens da igreja para seu uso privado; e que padres, clérigos e leigos estavam falhando em obedecer aos seus bispos.
Como sede metropolitana no século IX, tinha dez sedes sufragâneas: Acqs (Dax) e Aire; Palestra; Couseranos; Oloron, Lescar e Baiona; Bazas; Cominges; e Tarbes.
Até a Revolução Francesa, seu território permaneceu inalterado. Fazia fronteira ao norte com as dioceses de Bazas e Condom, a nordeste com a diocese de Lectoure, a leste com a diocese de Lombez, a sudeste com a diocese de Comminges, a oeste com a dioceses de Tarbes e Lescar e ao noroeste pela diocese de Aire.
A arquediocese de Auch foi suprimida pela concordata de 1801 e seu território anexado à diocese de Agen.
A Concordata de 11 de junho de 1817 e o touro Paternae caritatis de 6 de outubro de 1822 restabelecido. Seu território agora incluía o departamento de Gers. Era a área metropolitana dos bispados de Aire, Bayonne e Tarbes.
Em 29 de junho de 1908, um decreto da Congregação Consistorial autoriza o Arcebispo de Auch a adicionar ao seu título os de Bispo de Preservativo, Lectoure e Lombez, cadeiras abolidas em 1801.
Em 8 de dezembro de 2002, a arquediocese de Auch deixa de ser metropolitana. Incluída na província eclesiástica de Toulouse, tornou-se sufragânea, mas manteve, em nome de sua história, o título imutável de arquidiocese.

## Arcebispos

### Após a Restauração
- André-Etienne-Antoine de Morlhon (13 de janeiro de 1823 - 14 de janeiro de 1828)
- Louis François-Auguste de Rohan Chabot (27 de abril de 1828 - 6 de julho de 1828)
- Joachim-Jean-Xavier d'Isoard (6 de julho de 1828 nomeado - 13 de junho de 1839)
- Nicolas-Augustin de la Croix d'Azolette (4 de dezembro de 1839 - janeiro de 1856)
- Louis-Antoine de Salinis (12 de fevereiro de 1856 - 30 de janeiro de 1861)
- François-Augustin Delamare (20 de fevereiro de 1861 - 26 de julho de 1871)
- Pierre-Henri Gérault de Langalerie (30 de setembro de 1871 - 13 de fevereiro de 1886)
- Louis-Joseph-Jean-Baptiste-Léon Gouzot (16 de abril de 1887 - 20 de agosto de 1895)
- Matthieu-Victor-Félicien Balaïn, OMI (30 de maio de 1896 - 13 de maio de 1905)
- Emile-Christophe Enard (21 de fevereiro de 1906 – 13 de março de 1907)
- Joseph-François-Ernest Ricard (nomeado em 15 de abril de 1907 – aposentado em 18 de setembro de 1934)
- Virgile-Joseph Béguin (nomeado em 24 de dezembro de 1934 – falecido em 2 de março de 1955)
- Henri Audrain (sucedeu em 2 de março de 1955 – renunciou em 16 de abril de 1968)
- Maurice-Mathieu-Louis Rigaud (nomeado em 16 de abril de 1968 – falecido em 29 de dezembro de 1984)
- Gabriel Vanel (nomeado em 21 de junho de 1985 – renunciou em 1 de março de 1996)
- Maurice Lucien Fréchard, CSSp. (nomeado em 6 de setembro de 1996 – aposentado em 21 de dezembro de 2004)
- Maurice Marcel Gardès (nomeado em 21 de dezembro de 2004 – aposentado em 22 de outubro de 2020)
- Bertrand Lacombe (22 de outubro de 2020 – )